# Turnul Pulberăriei din Praga

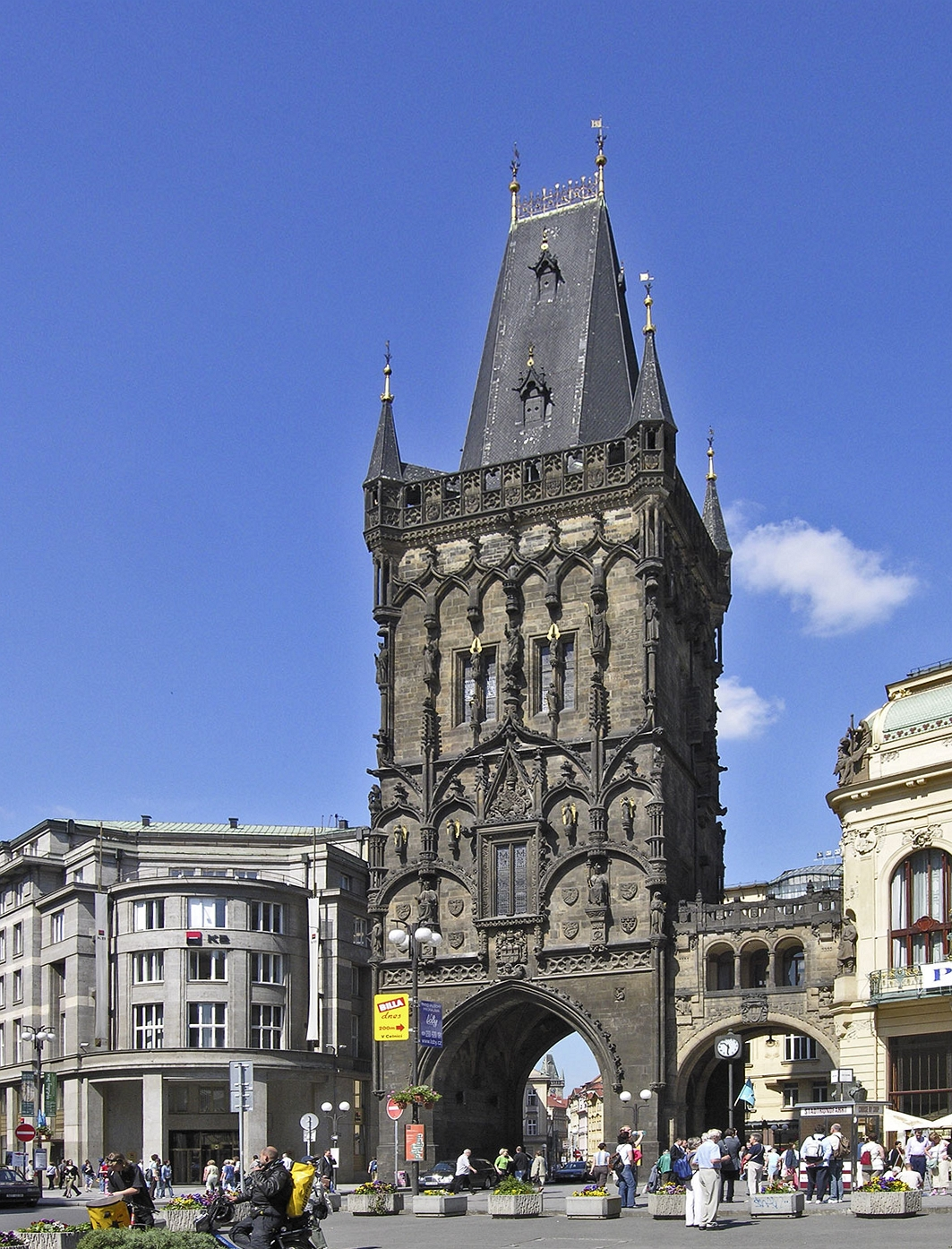
Poarta Pulberăriei

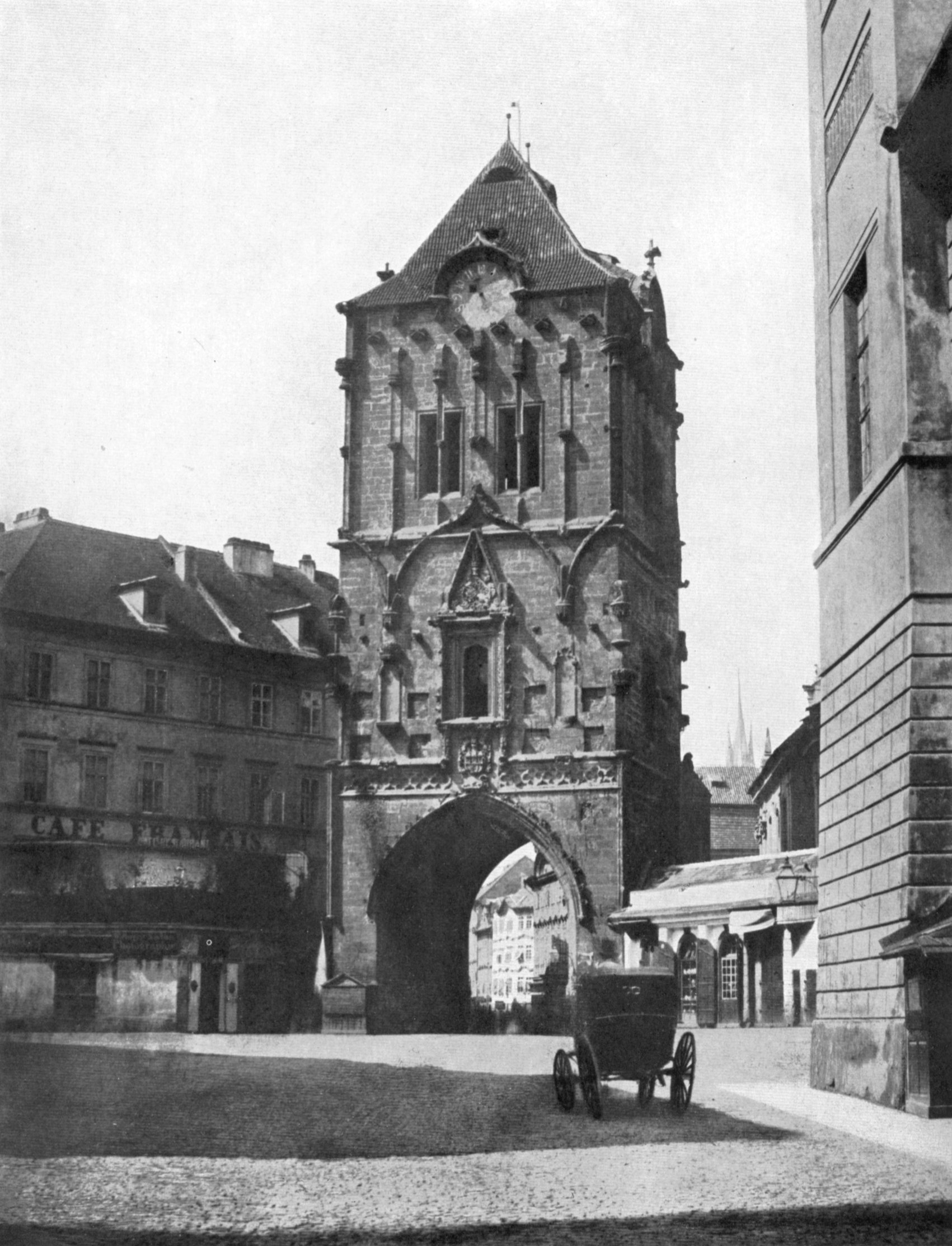
Turnul Pulberăriei în 1856, înainte de refacerea sa de către Josef Mocker. Fotografie realizată de Andreas Groll.

Turnul Pulberăriei sau Poarta Pulberăriei (în cehă Prašná brána) este un turn gotic situat în Piața Republicii din Praga (Republica Cehă), lângă Casa Municipală. Este una dintre cele mai originale porți ale orașului, fiind construită în secolul al XV-lea ca parte a ansamblului curții regale. Turnul are 65 m înălțime și separă Orașul Vechi (Staré Město) de Orașul Nou (Nové Město). Strada Celetná ce pornește de la turn constituie prima parte a Drumului Regal care duce în Cetatea din Praga.

## Istoric
Turnul Pulberăriei este una dintre cele mai originale 13 porți ale orașului din cartierul Orașul Vechi al Pragăi. Aici se afla inițial, începând din secolul al XI-lea, una dintre porțile fortificațiilor medievale ale Orașului Vechi cunoscută ca Sv. Ambrože, care a fost înlocuită mai târziu cu Poarta Horská (Poarta Muntelui). Numele ei nu avea nimic de-a face cu munții, ci provenea de la faptul că pe aici trecea un drum important către Kutná Hora. După demolare zidurile Orașului Vechi ca urmare a construirii Orașului Nou, importanța porții a scăzut tot mai mult, iar poarta a devenit pustie. Consilierii municipali au decis să demoleze poarta ruinată care făcea orașul de rușine, cu atât mai mult cu cât se afla în apropierea Curții Regale.
Construcția noii porți a început în anul 1475 sub îndrumarea meșterului zidar Václav, care a fost înlocuit curând de arhitectul și sculptorul Matěj Rejsek din Prostějov. Aspectul de turn a fost inspirat de turnul construit în Orașul Vechi de Peter Parler la un capăt al Podului Carol. Bogatele sale decorațiuni sculpturale trebuiau să sporească prestigiul Palatului Regal din vecinătate, care se afla pe actualul amplasament al Casei Municipale. Consiliul Orășenesc i-a oferit turnul lui Vladislav al II-lea ca un dar de încoronare. Edificiul a fost destinat să fie o intrare atrăgătoare în oraș și nu un turn de apărare, fiind proiectat să facă parte din ansamblul curții regale a Boemiei. Piatra de temelie a fost pusă de către regele Vladislav al II-lea (1471-1516). Turnul a fost construit pe un sol cu 9 metri mai jos decât terenul actual și avea o înălțime de 42 de metri. În perioada construcției sale, el a fost numit Turnul Nou. 
Poarta care trecea pe sub turn trebuia să fie una din cele treisprezece intrări în Orașul Vechi, dar, cu toate acestea, acest plan nu a devenit realitate. Lucrările de construcție au fost întrerupte în anul 1483, când regele Vladislav al II-lea a trebuit să se mute din cauza revoltelor. El s-a întors în oraș în anul 1485, dar și-a mutat reședința din Orașul Vechi în Cetatea din Praga, unde a locuit tot restul vieții sale. Ceilalți regi ai Boemiei au locuit tot în cetate, pierzându-și interesul pentru Orașul Vechi. Turnul a rămas incomplet, având o lungă perioadă de timp un acoperiș provizoriu. Clădirea și-a pierdut orice funcție și s-a luat în considerare chiar demolarea ei. 
Turnul a fost utilizat ca depozit de praf de pușcă probabil de pe la mijlocul secolului al XVIII-lea, primind atunci numele de Turnul Pulberăriei sau Poarta Pulberăriei. El a fost grav deteriorat în timpul ocupației prusace instaurate după Bătălia de la Praga (1757), iar decorațiunile exterioare au fost înlăturate în 1799. Turnul a fost folosit pentru ceremoniile de încoronare începând din 1836, pe aici trecând alaiul domnesc către Catedrala Sf. Vitus. Aspectul actual al turnului se datorează refacerii sale în stil neo-gotic în anii 1878-1886 de către arhitectul Josef Mocker după modelul turnului de la capătul dinspre Orașul Vechi al Podului Carol. Mocker a construit un acoperiș ascuțit și o platformă de observație și a eliminat ceasul adăugat la începutul secolului al XIX-lea. Au fost refăcute decorațiunile distruse, precum și poarta de trecere. În turn a funcționat în perioada 1905-1911 o capelă în stil Art Nouveau.
Fațada este decorată cu statui ale regilor Boemiei și steme ale țărilor în care au domnit. În partea stângă a fațadei de est este reprezentat împăratul Carol al IV-lea (1346-1378), înconjurat de însemne ale imperiului, Luxemburgului și Boemiei. În partea dreaptă a fațadei de est se află regele Ottokar al II-lea (1253-1278), înconjurat de stemele Boemiei, Austriei, Moraviei și Stiriei. În partea stângă a fațadei de vest este reprezentat George de Poděbrady (1458-1471), înconjurat de stemele Boemiei, Sileziei, Moraviei și Luzaciei. În partea dreaptă a fațadei de vest se află regele Vladislav al II-lea (1471-1516), înconjurat de stemele Boemiei, Moraviei, Ungariei și Sileziei.

## Prezent
Astăzi, Turnul Pulberăriei are 65 de metri înălțime, iar o platformă de observație este situată la înălțimea de 44 de metri, unde se ajunge prin urcarea a 186 de trepte dispuse în spirală. Poarta este deschisă publicului și este proprietatea Primăriei orașului Praga, în timp ce administratorul turnului a fost până la începutul anului 2013 compania ABL FM Services (ulterior M2.C). Administrarea turnului a fost preluată la 21 ianuarie 2013 de către Muzeul Orășenesc Praga, care l-a deschis pentru vizitatori la 5 februarie 2013.
În interiorul turnului a fost organizată începând din 2007 expoziția Curtea Regală - viața în Praga medievală.
Începând din anul 2013, când Muzeul Orășenesc Praga a preluat în administrare Turnul Pulberăriei și alte turnuri ale orașului, a început realizarea unui program de dezvoltare a spațiului expozițional și de achiziționare de noi exponate.